# Pararhymbus csikii
Pararhymbus csikii is een keversoort uit de familie zwamkevers (Endomychidae). De wetenschappelijke naam van de soort werd in 1903 gepubliceerd door Julius Weise.